# أوتري سانت ماري

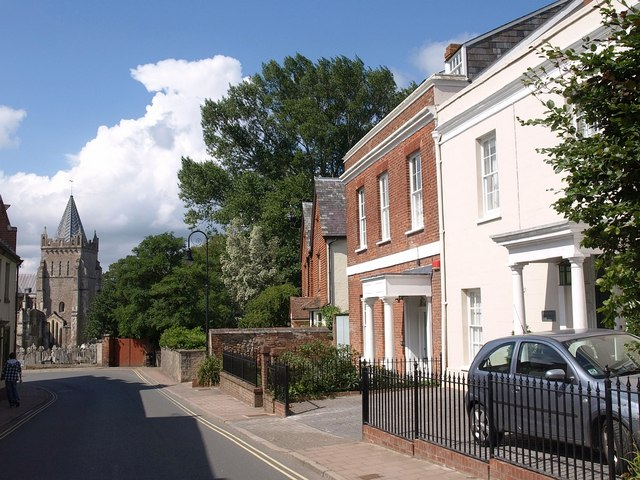

أوتري سانت ماري، المعروفة باسم «أوتري» هي بلدة في شرق ديفون في إنجلترا، على نهر أوتر على بعد نحو عشرة أميال شرق إكسيتر.
ورد ذكرها لأول مرة في كتاب ونشيستر عام 1086 م، تحت اسم 'Otri' أو 'Otrei'. أما اسم 'أوتري ماريسانت ماري' فورد ذكره لأول مرة عام 1242. اتخدت البلدة اسمها من نهر أوتر الذي تقع عليه البلدة. أما سانت ماري فجاءت نسبة إلى كنيسة سانت ماري في روان. ويعد أشهر أبناء البلدة الشاعر الرومانسي صامويل تايلر كولريدج.

## أعلام
- إدوارد ديفي
- صامويل تايلر كولريدج